# Brozany nad Ohří
Brozany nad Ohří là một chợ huyện thuộc huyện Litoměřice, vùng Ústecký, Cộng hòa Séc.